# Альфред Жиндра
Альфред Жиндра (фр. Alfred Gindrat, 29 жовтня 1883 — 26 січня 1951) — французький футболіст, що грав на позиції захисника, зокрема за «Ред Стар» та національну збірну Франції.

## Клубна кар'єра
Відомо, що на початку 1900-х років грав за паризьку команду «Юнайтед ФК». Згодом у 1910–1912 роках грав за «Ред Стар», а пізніше захищав кольори «Стад Франсе». 

## Виступи за збірну
На початку 1911 року дебютував в офіційних матчах у складі національної збірної Франції. Загалом протягом дворічної кар'єри в національній команді провів у її формі 4 матчі.
Помер 26 січня 1951 року на 68-му році життя.
| Дата      | Місто            | Господарі | Результат | Гості     | Турнір           | Голи | Примітки |
| --------- | ---------------- | --------- | --------- | --------- | ---------------- | ---- | -------- |
| 1-1-1911  | Мезон-Альфор     | Франція   | 0 – 3     | Угорщина  | товариський матч | -    |          |
| 23-3-1911 | Сент-Уан-сюр-Сен | Франція   | 0 – 3     | Англія    | товариський матч | -    |          |
| 28-1-1912 | Сент-Уан-сюр-Сен | Франція   | 1 – 1     | Бельгія   | товариський матч | -    |          |
| 18-2-1912 | Сент-Уан-сюр-Сен | Франція   | 4 – 1     | Швейцарія | товариський матч | -    |          |
| Усього    |                  | Матчів    | 4         |           | Голів            | 0    |          |